# Žihobce
Žihobce är en ort i Tjeckien.   Den ligger i regionen Plzeň, i den sydvästra delen av landet, 110 km sydväst om huvudstaden Prag. Žihobce ligger 549 meter över havet och antalet invånare är 654.
Terrängen runt Žihobce är kuperad söderut, men norrut är den platt. Runt Žihobce är det ganska glesbefolkat, med 28 invånare per kvadratkilometer. Närmaste större samhälle är Sušice, 8,3 km väster om Žihobce. I omgivningarna runt Žihobce växer i huvudsak blandskog.